# جام ملت‌های خلیج ۲۰۱۹
جام ملت‌های خلیج فارس ۲۰۱۹ (به عربی: كأس الخليج الفارسی ۲۴) بیست و چهارمین دوره جام ملت‌های خلیج فارس رقابت‌های دوسالانه فوتبال برای هشت عضو فدراسیون فوتبال جام خلیج فارس است، هشت تیم مشارکت خود را در این مسابقات تأیید کرده‌اند.
در ۱۵ ژوئیه ۲۰۱۹، AGCFF اعلام کرد که این مسابقات از ۲۴ نوامبر تا ۶ دسامبر ۲۰۱۹ در قطر برگزار می‌شود.

## تیم‌ها

سودفی، شانس‌بیار جام ملت‌های خلیج ۲۰۱۹

در تاریخ ۱۲ نوامبر ۲۰۱۹، تیم‌های ملی بحرین، عربستان سعودی و امارات متحده عربی پس از تحریم زودتر تصمیم به شرکت در این رقابت‌ها گرفتند.
| تیم                | حضور | بهترین عملکرد قبلی                                                  | رده‌بندی فیفا | رده‌بندی فیفا |
| تیم                | حضور | بهترین عملکرد قبلی                                                  | اکتبر ۲۰۱۹   |              |
| ------------------ | ---- | ------------------------------------------------------------------- | ------------ | ------------ |
| قطر (میزبان)       | ۲۴   | قهرمان (۱۹۹۲، ۲۰۰۴، ۲۰۱۴)                                           | ۵۷           |              |
| امارات متحدهٔ عربی  | ۲۳   | قهرمان (۲۰۰۷، ۲۰۱۳)                                                 | ۶۷           |              |
| عربستان سعودی      | ۲۳   | قهرمان (۱۹۹۴، ۲۰۰۲، ۲۰۰۳)                                           | ۶۹           |              |
| عراق               | ۱۵   | قهرمان (۱۹۷۹، ۱۹۸۴، ۱۹۸۸)                                           | ۷۴           |              |
| عمان (مدافع عنوان) | ۲۲   | قهرمان (۲۰۰۹، ۲۰۱۷)                                                 | ۸۴           |              |
| بحرین              | ۲۴   | نایب قهرمان (۱۹۷۰، ۱۹۸۲، ۱۹۹۲، ۲۰۰۳)                                | ۱۰۱          |              |
| یمن                | ۹    | مرحله گروهی (۲۰۰۳، ۲۰۰۴، ۲۰۰۷، ۲۰۰۹، ۲۰۱۰، ۲۰۱۳)                    | ۱۴۱          |              |
| کویت               | ۲۴   | قهرمان (۱۹۷۰، ۱۹۷۲، ۱۹۷۴، ۱۹۷۶، ۱۹۸۲، ۱۹۸۶، ۱۹۹۰، ۱۹۹۶، ۱۹۹۸، ۲۰۱۰) | ۱۵۶          |              |

## ورزشگاه‌ها
| دوحه                    | دوحه                     | دوحهالوکره · |
| ----------------------- | ------------------------ | ------------ |
| ورزشگاه بین‌المللی خلیفه | ورزشگاه عبدالله بن خلیفه | دوحهالوکره · |
| ظرفیت: ۴۰٫۰۰۰           | ظرفیت: ۱۲٫۰۰۰            | دوحهالوکره · |
|                         |                          | دوحهالوکره · |
| الوکره                  | دوحه                     | دوحهالوکره · |
| ورزشگاه الجنوب          | ورزشگاه جاسم بن حمد      | دوحهالوکره · |
| ظرفیت: ۴۰٫۰۰۰           | ظرفیت: ۱۳٫۰۰۰            | دوحهالوکره · |
|                         |                          | دوحهالوکره · |